# Johns Creek
Johns Creek – miasto w Stanach Zjednoczonych, w stanie Georgia, w hrabstwie Fulton. Według szacunków z roku 2024, w Johns Creek mieszka 81 167 mieszkańców. Jest częścią obszaru metropolitalnego Atlanty.
Zostało uznane przez US News za miasto nr 1 na liście najbardziej pożądanych miejsc do życia w Stanach Zjednoczonych w latach 2025–2026. 

## Demografia
Według analizy przeprowadzonej przez portal WalletHub Johns Creek jest najbardziej zróżnicowanym etnicznie miastem w Metro Atlanta, oraz 44. najbardziej zróżnicowanym w Stanach Zjednoczonych. Według spisu w 2020 roku 53,3% populacji stanowiły osoby białe nielatynoskie, 25,5% miało pochodzenia azjatyckie, 10% to byli czarnoskórzy lub Afroamerykanie i 7,5% stanowili Latynosi.